# Neuropreservação
Neuropreservação ou Criopreservação Neuronal ou ainda Criopreservação da Cabeça é a criopreservação do cérebro do ser humano com o intuito de reanimação futura e regeneração de um corpo saudável em torno do cérebro. Normalmente, o cérebro fica dentro da cabeça para protecção física, por isso toda a cabeça é criopreservada. A neuropreservação é um tipo de procedimento dentro da criónica e, como a criónica em geral, é considerada altamente especulativa e dependente de tecnologias do futuro. Um paciente criónico que se submete a neuropreservação é considerado um neuropaciente. O outro tipo de procedimento de preservação criónica é a opção de preservação de corpo inteiro.
Geralmente, o procedimento é na maioria das vezes feito por causa da vitrificação do cérebro (neurovitrificação), que ainda não foi aperfeiçoada a nível de corpo inteiro, e é visto por alguns como um método superior de preservação, causando quase nenhuns danos ao tecido.

## Perspectivas de recuperação futura
Defensores da criónica (prestadores Alcor, Cryonics Institute e KrioRus, juntamente com a comunidade de pessoas inscritas ou interessadas no assunto) afirmam que serão necessárias tecnologias extremamente avançadas do futuro para que a reversão criónica tenha sucesso, como a já madura nanomedicina. Diz-se que essas tecnologias devem necessariamente ser capazes de regeneração de tecidos e órgãos, de modo que a neuropreservação é tão provável (ou improvável) de funcionar como a criopreservação de corpo inteiro. Neuropreservação é normalmente menos dispendioso do que a criopreservação de corpo inteiro, e pode potencialmente resultar numa melhor preservação do cérebro, pois o processo pode ser optimizado para o cérebro. As neuropreservações são mais fáceis de manter, e até agora nenhuma foi perdida por descongelamento.
O hipotético processo de recuperação futura é dito envolver células de programação no cérebro para regenerar um novo corpo em torno do cérebro reparado dentro de um ambiente fluido de suporte à vida, necessitando de tecnologia de reparação célula por célula, como a criónica em geral precisa. Os meios de comunicação por vezes informam que são esperados novos corpos a partir de clonagem, mas alguns especialistas criónicos descartam a clonagem, alegando que nada tão bruto como transferência nuclear ou transplantes irá alguma vez ser preciso ser usado na criónica. Eles acreditam que os métodos utilizados para a recuperação de neuropacientes serão uma extensão de tecnologias médicas tradicionais que um dia irão ser desenvolvidas para regenerar membros perdidos e tratar de graves traumas.
Outra tecnologia igualmente especulativa para o reanimamento de neuropacientes ou pacientes criónicos é transferência da mente. Embora filosoficamente mais radical, transferir o conteúdo de informação de um cérebro criopreservado para um cérebro artificial pode ser nem mais nem menos viável do que regenerar um corpo biológico, especialmente para uma sociedade com tecnologia capaz de reavivar o tecido cerebral criopreservado.

## Vantagens
Têm sido apontadas várias vantagens da neuropreservação em relação ao corpo inteiro. Estas incluem custos mais baixos para o paciente e para o armazenamento, maior transportabilidade em caso de desastre, facilidade em alcançar o cérebro com crioprotectores e assim, uma melhor possibilidade de que o cérebro é preservado, e um arrefecimento mais rápido que pode também aumentar a probabilidade de recuperação futura. Aubrey de Grey tem teorizado que os neuropacientes serão reanimados após os procedimentos serem aperfeiçoados em pacientes de corpo inteiro, e portanto têm melhores probabilidades de recuperação.

## História
A neuropreservação foi proposta pela primeira vez em 1965 por Evan Cooper, foi proposta novamente num jornal de ciência especulativa pelo gerontologista George M. Martin em 1971, e mais uma vez proposta em 1974 por Mike Darwin e por Fred e Linda Chamberlain. Os Chamberlains foram os fundadores da Alcor Life Extension Foundation. Em 1976 o pai de Fred tornou-se o primeiro de muitos neuropacientes na Alcor.
Antes do ano 2000, a neuropreservação era realizada por separação cirúrgica do corpo da cabeça (chamado de isolamento cefálico ou "neuroseparação") no final da perfusão crioprotectora realizada na parte superior do corpo através da aorta ascendente. Depois desse ano, a Alcor começou a executar o isolamento cefálico antes da perfusão crioprotectora, em hipotermia profunda, e a seguir usar as artérias carótida e vertebral directamente para perfusão com crioprotectores.
A partir de 2008, a Alcor e KrioRus passaram a ser as únicas organizações criónicas que oferecem a possibilidade de neuropreservação. Outras organizações, como Cryonics Institute evitam isso porque dizem que é mau para as relações públicas. A Alcor e KrioRus alegam que existem boas justificações técnicas para a neuropreservação e que vão continuar a oferecê-la. Aproximadamente três quartos dos pacientes criónicos armazenados na Alcor são neuropacientes.

## References
1. ↑  http://www.alcor.org/Library/html/neuropreservationfaq.html
2. 1 2 3 4 5 6 7  Bridge, Steve (1995). «The Neuropreservation Option: Head First into the Future». Cryonics. Alcor Life Extension Foundation. Consultado em 25 de agosto de 2009
3. ↑  Schweid, Richard (2006). Hereafter: Searching for Immortality. [S.l.]: Thunder's Mouth Press. p. 45. ISBN 1560256575
4. ↑  Regis, Ed (1991). Great Mambo Chicken And The Transhuman Condition: Science Slightly Over The Edge. [S.l.]: Westview Press. pp. 81–82. ISBN 0201567512
5. ↑  Quigley, Christine (1998). Modern Mummies: The Preservation of the Human Body in the Twentieth Century. [S.l.]: McFarland. p. 143. ISBN 0786404922
6. ↑  Perry, R. Michael (2000). Forever for All: Moral Philosophy, Cryonics, and the Scientific Prospects for Immortality. [S.l.]: Universal-Publishers. p. 40. ISBN 1581127243
7. ↑  http://www.alcor.org/Library/html/caseforneuropreservation.html
8. ↑  http://www.alcor.org/FAQs/faq02.html#cloning
9. ↑  Fryer, Jane (2006). «The Britons dying to get into the human deep freeze». Daily Mail. Consultado em 25 de agosto de 2009
10. ↑  Chamberlain, Fred & Linda (16 de julho de 2006). «FRC Jr.». Lifepact. Consultado em 20 de maio de 2008

## Ligações Externas
- «FAQ sobre Neuropreservação» (em inglês)
- «Artigo sobre Neuropreservação» (em inglês)
- «Mas o que irão pensar os vizinhos? Um discurso sobre a história e fundamentos da Neuropreservação» (em inglês)
- «Página da Alcor» (em inglês)
- «Página da KrioRus»